# Нелсон (река)
Нелсон ривер (енгл. Nelson River; фр. Fleuve Nelson) је канадска река, отока језера Винипег а притока Хадсоновог залива дужине 644 km. Заједно са Саскачеваном дужина тока јој је 2.575 km, укупна површина сливе (рачунајући и целокупан слив језера Винипег) је 892.300 km², а просечан проток износи 2.370 м³/с. Преко Нелсона се воде Саскачевана, Ред ривера и Винипега одводе ка Северном леденом океану.
Име јој је дао велшки истраживач Томас Батон 1612. у част бродовласника Роберта Нелсона који је умро овде.
Захваљујући великој количини воде и доста великом паду на току, воде Нелсона су градњом брана искориштене за производњу електричне енергије. У периоду између 1955. и 1960. почело је енергетско искориштавање хидропотенцијала Нелсона изградњом бројних брана и хидроелектрана. Тај ХЕ пројекат је познат под називом Хидроенергетски пројекат на реци Нелсон. Највећи генератори су у ХЕ Лајмстоун која је изграђена на 90 km од ушћа. Градњом ових устава језеро Винипег је претворено у огромни резервоар за потребе ХЕ система на Нелсону.
На ушћу реке је почетком 18. века изграђено трговачко утврђење Форт Нелсон које је играло веома важну улогу у трговачким пословима Компаније Хадсоновог залива. Данас је то „град духова“.